# Лебідь OB2-12
Лебідь OB2 #12 — надзвичайно яскравий блакитний гіпергігант з абсолютною болометричною зоряною величиною (все електромагнітне випромінювання) −10,9, серед найяскравіших зірок, відомих у галактиці. Це робить зірку майже в два мільйони разів яскравішою за Сонце, хоча оцінки були ще вищими, коли зірку вперше виявили. Тепер відомо, що це подвійна система із супутником приблизно в одну десяту яскравішою. Дуже приблизна початкова оцінка орбіти дає загальну масу системи 120 M☉ та період 30 років.

## Лебідь OB2
Зазвичай вважається, що Лебідь OB2 № 12 є членом Асоціації Лебідь OB2, скупчення молодих масивних зірок розміром близько 4,57 світлового року (1,400 пк). у Лебеді та знаходиться в регіоні Чумацького Шляху, з якого видиме світло сильно поглинається міжзоряним пилом, якщо дивитися із Землі. Пил спричиняє сильне почервоніння зірки, попри те, що вона за своєю суттю гаряча та блакитна зірка, тому її ретельно вивчали в інфрачервоному діапазоні. Якби не згасання пилу, зірка мала б візуальну зоряну величину приблизно 1,5, майже таку ж яскравість, як Денеб (Альфа Лебедя), але через пил спостережувана зорова величина становить 11,4, тому для її спостереження потрібен бінокль або невеликий телескоп.
Навколо Лебедя OB2 № 12 є кілька тьмяніших зірок, які, як вважають, складають невелике скупчення. Дві зірки розрізняються лише за допомогою спекл-інтерферометрії. Одна з них вважається зіркою головної послідовності В на 100–200-річній орбіті. Вона на 2,3 зоряної величини тьмяніша за первинну зірку та на відстані 0,063 дюйма. Інший на 4,8 зоряної величини слабший і віддалений приблизно на кутову секунду. У спектрі не вдалося виявити жодного спектроскопічного супутника. Проте аналіз рентгенівського випромінювання припускає, що на близькій орбіті може бути гарячий сяючий компаньйон, а їхні вітри, що стикаються, створюють рентгенівське випромінювання.

## Відстань
Паралакс Gaia Data Release 2 для Лебідь OB2 № 12 показав відстань близько 840 парсек, що не відповідало відстані інших членів Лебедя OB2. Однак результат містив значну кількість шуму, що свідчить про те, що він міг бути неточним. Попередні вимірювання паралакса були надто неточні, щоб мати сенс. Якщо прийняти більш близьку відстань, то зірка була б більш звичайним блакитним надгігантом зі світністю близько 440,000 L☉, радіус 118 R☉ і поточна маса 25 M☉.
Пізніша Gaia Data Release 3 більш точна і вказує на відстань близько 1700 парсек, що більше відповідає оцінкам відстані до Лебедя OB2, хоча все ще є значна кількість астрометричного шуму.